# Farkas Bolyai
Farkas Bolyai (Bólya, 9 de fevereiro de 1775 — Marosvásárhely, 20 de novembro de 1856) foi um matemático húngaro, conhecido principalmente por seu trabalho em geometria.
Pai do matemático János Bolyai, amigo pessoal de Carl Friedrich Gauss.

## Biografia
Bolyai nasceu em Bolya, uma vila perto de Hermannstadt, Grande Principado da Transilvânia (agora Buia, Condado de Sibiu, Romênia). Seu pai era Gáspár Bolyai e sua mãe Krisztina Vajna. Farkas foi ensinado em casa por seu pai até a idade de seis anos, quando foi enviado para a escola calvinista em Nagyszeben. Seus professores reconheceram seus talentos em aritmética e no aprendizado de línguas. Aprendeu latim, grego, romeno, hebraico e mais tarde também francês, italiano e inglês. Ele facilmente multiplicou, dividiu números de 13 ou 14 dígitos em sua cabeça e foi capaz de desenhar raízes quadradas e cúbicas deles. Aos 12 anos deixou a escola e foi nomeado tutor do filho de oito anos do conde Kemény. Isso significava que Bolyai agora era tratado como membro de uma das principais famílias do país e se tornou não apenas um tutor, mas um verdadeiro amigo do filho do conde. Em 1790, Bolyai e seu aluno ingressaram no Colégio Calvinista em Kolozsvár (hoje Cluj-Napoca), onde passaram cinco anos.
O professor de filosofia do Colégio de Kolozsvár tentou virar Bolyai contra a matemática e para a filosofia religiosa. Bolyai, no entanto, decidiu ir para o exterior com Simon Kemény em uma viagem educacional em 1796 e começou a estudar matemática sistematicamente nas universidades alemãs primeiro em Jena e depois em Göttingen. Nestes tempos Bolyai tornou-se um amigo próximo de Carl Friedrich Gauss.
Ele voltou para casa em Kolozsvár em 1799. Foi lá que conheceu e se casou com Zsuzsanna Benkő e onde seu filho János Bolyai – mais tarde um matemático ainda mais famoso que seu pai – nasceu em 1802. Logo depois, ele aceitou um cargo de professor de matemática e ciências no Colégio Calvinista em Marosvásárhely (hoje Târgu-Mureş), onde passou o resto de sua vida.

## Trabalho matemático
Os principais interesses de Bolyai eram os fundamentos da geometria e o axioma das paralelas.
Sua principal obra, Tentamen juventutem studiosam in elementa matheseos purae, elementaris ac sublimioris, methodo intuitivo, evidenciaque huic propria, introduzndi (Uma tentativa de introduzir jovens estudiosos aos elementos da matemática pura; 1832),  foi uma tentativa de e fundamentos sistemáticos de geometria, aritmética, álgebra e análise. Neste trabalho, ele deu procedimentos iterativos para resolver equações que ele provou ser convergentes, mostrando que eram monotonicamente crescentes e limitadas acima. Seu estudo da convergência de séries inclui um teste equivalente ao teste de Raabe, que ele descobriu de forma independente e aproximadamente ao mesmo tempo que Raabe. Outras ideias importantes no trabalho incluem uma definição geral de uma função e uma definição de uma igualdade entre duas figuras planas se ambas puderem ser divididas em um número finito igual de peças congruentes aos pares.
Ele primeiro dissuadiu seu filho do estudo da geometria não-euclidiana, mas em 1832 ele ficou entusiasmado o suficiente para persuadir seu filho a publicar seus pensamentos inovadores. As ideias de János foram publicadas em apêndice ao Tentamen.